# Вејл (Колорадо)
Вејл (енгл. Vail) град је у америчкој савезној држави Колорадо.

## Демографија
По попису из 2010. године број становника је 5.305, што је 774 (17,1%) становника више него 2000. године.
| Група             | 2000.         | 2010.         |
| Белци             | 4.066 (89,7%) | 4.717 (88,9%) |
| Афроамериканци    | 13 (0,3%)     | 32 (0,6%)     |
| Азијати           | 75 (1,7%)     | 91 (1,7%)     |
| Хиспаноамериканци | 281 (6,2%)    | 390 (7,4%)    |
| Укупно            | 4.531         | 5.305         |